# José Lucas Mena
José Lucas Mena Navarro, meglio noto con lo pseudonimo Pato (Alicante, 6 marzo 1967), è un allenatore di calcio a 5 ed ex giocatore di calcio a 5 spagnolo, campione europeo con la nazionale spagnola nel 1996.

## Carriera
Utilizzato nel ruolo di giocatore di movimento, ha come massimo riconoscimento in carriera la partecipazione con la nazionale maschile di calcio a 5 della Spagna al FIFA Futsal World Championship 1996 dove la Spagna è giunta alla medaglia d'argento. Precedentemente, nello stesso 1996 Pato è stato tra gli spagnoli che hanno disputato e vinto il primo campionato europeo per nazioni. In totale, ha disputato 49 incontri con la Nazionale, mettendo a segno 21 reti. Terminata la carriera di giocatore, ha iniziato ad allenare e nella stagione 2008-09 ha guidato il Manacor nella Division de Honor.

## Palmarès
- Campionato d'Europa: 1
1996